# Infierno, canto séptimo

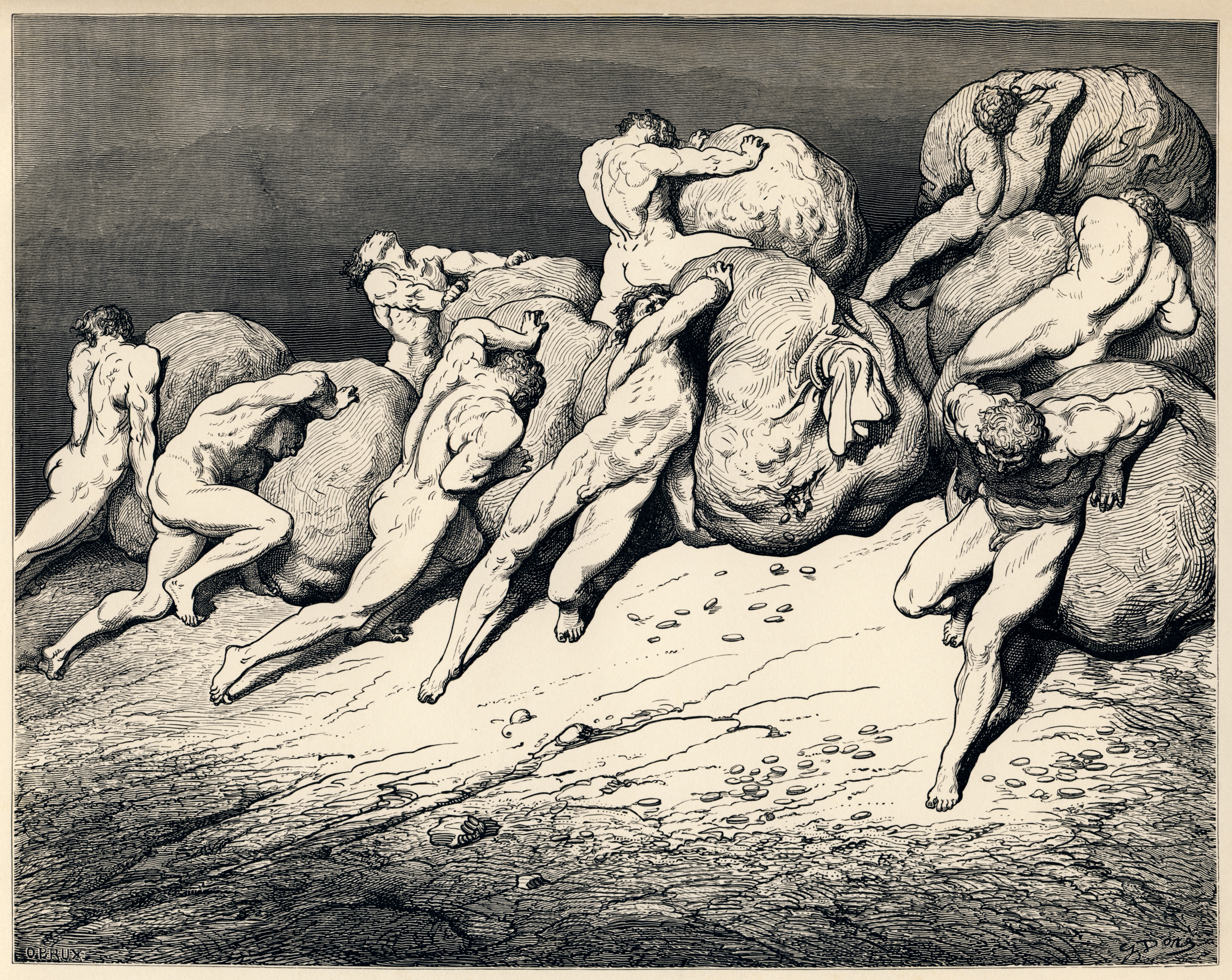
Canto séptimo, los avaros y los pródigos, ilustración de Paul Gustave Doré

El canto séptimo del Infierno de Dante Alighieri se sitúa en el cuarto y quinto círculo, donde son castigados respectivamente los avaros y pródigos y los iracundos y perezosos. Estamos en la noche entre el 8 y el 9 de abril del 1300 (Sábado Santo) o según otros comentadores entre el 25 y el 26 de marzo del 1300.

## Incipit
Canto settimo, dove si dimostra del quarto cerchio de l'inferno e alquanto del quinto; qui pone la pena del peccato de l'avarizia e del vizio de la prodigalità; e del dimonio Pluto; e quello che è fortuna.

## Análisis del Canto

### Pluto - versos 1-15

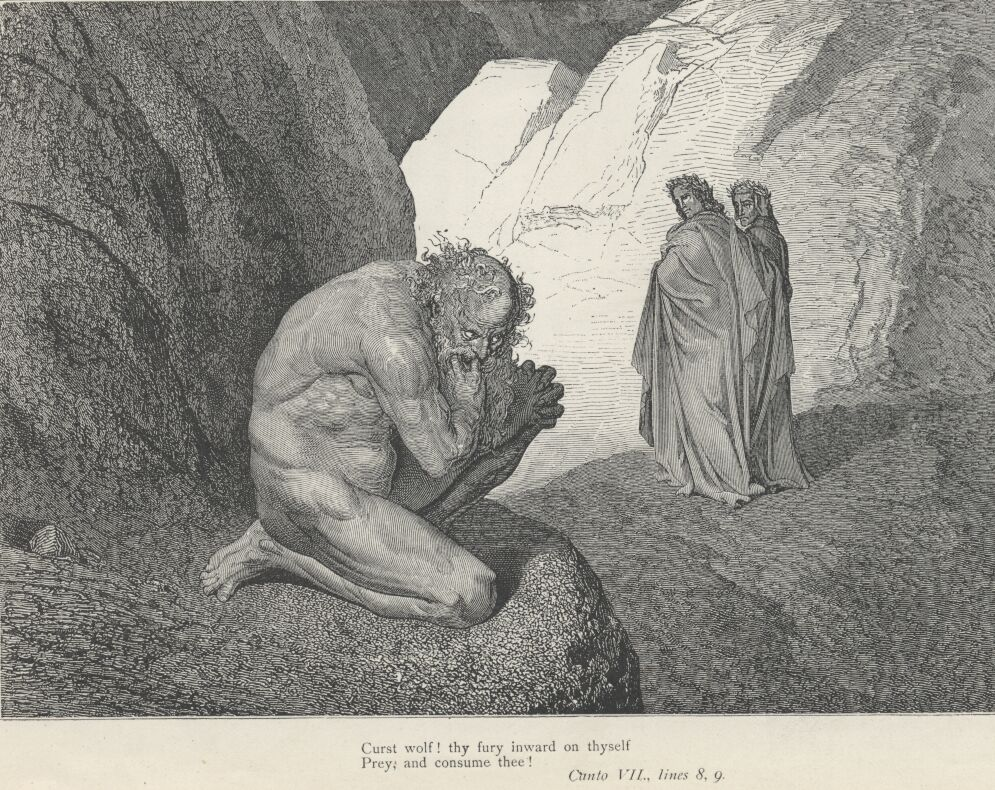
Canto séptimo, Pluto, ilustración de Paul Gustave Doré

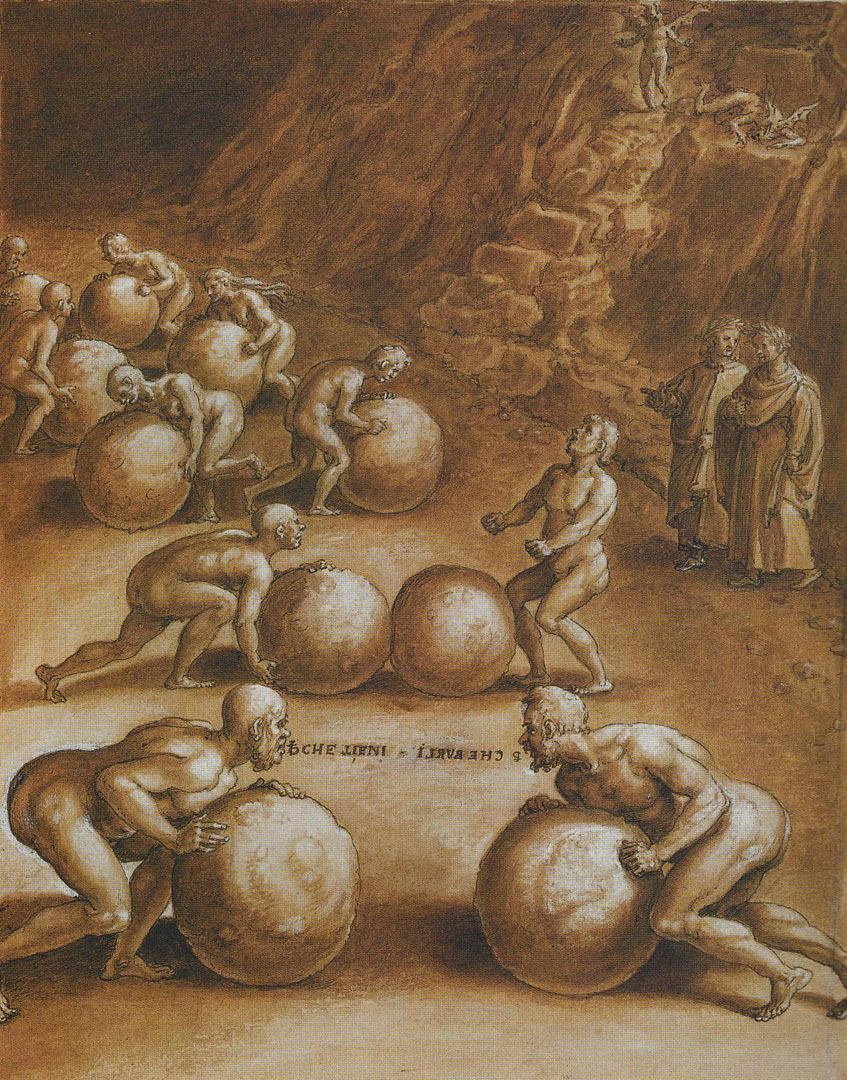
Avaros y pródigos, ilustración de Giovanni Stradano (1587)

El canto inicia en modo siniestro con la amenazante invocación de Pluto "Pape Satàn, pape Satàn aleppe"(Padre Satán, padre Satán cuidado), interrumpida por Virgilio que, después de haber confortado a Dante, hace callar el monstruo (que viene descrito en menos de un verso) con una variante del "Vuolsi così colà dove si puote". Esta frase, usada ya otras dos veces (con Caronte y Minos) el poeta hará que no la use más Virgilio para no hacer decaer el dramatismo de los obstáculos infernales evitando de ahora en adelante este paradigmático passe-partout. Pluto está puesto aquí probablemente por ser el dios pagano de la riqueza, aunque es probable que su figura fuese sobrepuesta, por lo menos en el Medioevo, con la de Plutón y la falta de elementos que describan a este monstruo guardián del círculo IV hace crecer la elusividad de la cuestión.
Una semejanza cierra el episodio de Pluto: "Como por el viento las hinchadas velas caen derribadas cuando el mástil se quiebra, tal cayó a tierra la acerba fiera."

### Los avaros y los pródigos - vv. 16-66
Una vez que bajaron en la cuarta fosa ("lacca", término raro del latín vulgar lacus que está por fosa, cisterna) Dante casi se sorprende de lo que ve y exclama: "¡Ay justicia de Dios! ¿Nuevos trabajos y penas tanto amontonas, cuantas yo vi?" Parafraseando con mucha aproximación a las palabras actuales sería quizás así: "Nadie tendría más fantasía que la justicia divina en el elegir y asignar las penas". A esta frase un poco "frívola" Dante agrega de inmediato una nota de reprobación: "¿Y porqué nuestra culpa nos destruye así?" Sigue una similitud que introduce la pena de los condenados: como las olas que delante a Caribdis (en el Estrecho de Mesina) chocan con esas que provienen de un mar opuesto (porque se encuentran el Mar Tirreno y el Mar Jónico) así aquí la gente parecía tomada por un baile.
Después de haber notado la enorme cantidad de personas, Dante empieza a describir la pena: empujar pesos con el pecho a través de la circunferencia del círculo, pero no en ronda. Un grupo ocupa un semicírculo y otro ocupa el otro semicírculo de modo que se chocan en dos puntos diametralmente opuestos. En ese punto ellos se injurian diciéndose recíprocamente "¿Porqué acaparas? ¿Porqué derrochas?", después se voltean y rehacen el semicírculo en la dirección opuesta.
Dante no pregunta de qué pecadores se trata, quizás lo intuyó por el grito, pero dirigiéndose a Virgilio le pregunta si todas las personas con la tonsura que ve a la izquierda son clérigos. Virgilio confirma que se trata de religiosos: papas y cardenales manchados por la culpa de la avaricia. Los de la formación a derecha son aquellos que gastaron sin mesura.
Tradicionalmente se indica a estos pecadores como los avaros y los pródigos. Por primera vez vienen castigados en el Infierno dos pecados análogos pero opuestos en el mismo círculo, unidos a la incontinencia de quien se equivocó "en la abundancia" y en la "escasez". Hasta ahora Dante no había encontrado casos de pecados castigados "en defecto": la ausencia de lujuria es de hecho castidad, comportamiento que en la doctrina cristiana está asimilado a la santidad y a la disciplina religiosa, mientras que en el Medioevo no existía un contrario de la gula. De hecho según Vittorio Sermonti si Dante hubiese vivido en nuestros tiempos probablemente también hubiese castigado a los sostenedores de una dieta demasiado rígida que lleva a desórdenes alimentarios.
Generalmente los nombres de los pecados y los pecadores son en Dante convencionales, no son indicados por el poeta sino por la sucesiva crítica. Esta afirmación es cierta para los pródigos, pero en el caso de los avaros él cita el pecado de la avaricia explícitamente (v. 48). En todo caso el significado del pecado es ligeramente más amplio del sentido que generalmente se atribuye hoy en día a esta palabra: no es solo tacañería, sino avidez, rapacidad de dinero, riqueza y poder en general. Este pecado es según Dante uno de los más grandes males de su época y es típico de los hombres de la iglesia (vv. 46-48), pero a sufrirlo son muchos: en el canto VI es indicado por Ciacco como una de las tres causas de la desgracia de Florencia, mientras que la avaricia es  simbolizada por la loba del primer canto. Igualmente aquí Dante asimila la avaricia a toda la categoría de los hombres de Iglesia, entendida por lo tanto como pecado caracterizador de la mayor parte de estos religiosos. Un acusación así de directa y grave podía ser formulada por el poeta desde lo alto de su firmeza en la fe católica y en conformidad con la alta consideración que él alimentaba por la misión sacerdotal. Después de todo en el canto XI del Paraíso él exaltará el amor de san Francisco de Asís por la pobreza, celebrada como máxima virtud cristiana.

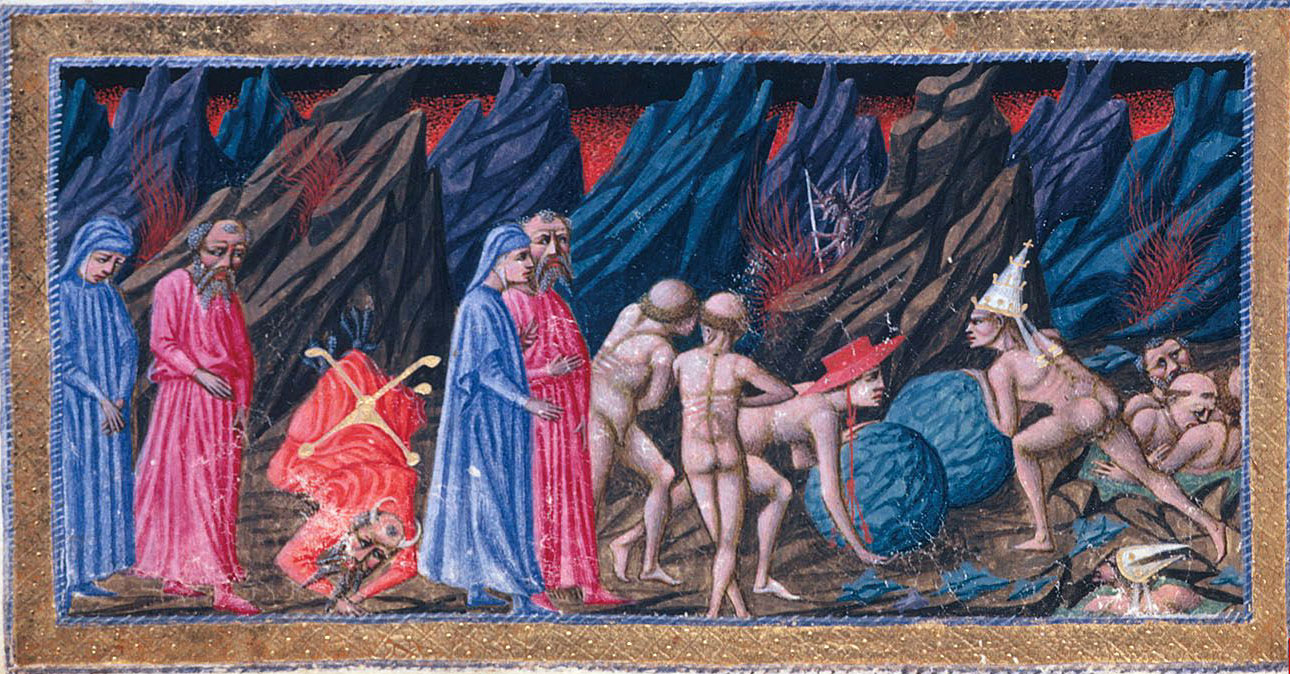
Priamo della Quercia, ilustración del Canto VII

La "prodigalidad" viene entendida como pecado de incontinencia, es decir de quienes "ningún gasto hicieron con mesura" (v. 42) es decir no gastó nunca con mesura: son los acumuladores de bienes, los "consumistas" diríamos hoy, que son distintos de los "derrochadores", los disipadores de patrimonios y los violentos contra sus propios bienes, que Dante coloca en el segundo grupo del VII círculo junto con los suicidas. Sobre porqué el poeta elija como símbolo de su pecado el cráneo rasurado, que ellos mostrarán al tiempo de la resurrección (v. 57), quizás nos puede iluminar un pasaje de San Ambrosio que dice que rasurar los cabellos es como cortar del pensamiento las cosas mundanas y superfluas.
El contrapaso de estos condenados no está muy claro, aunque se puede interpretar por analogía, como nacido del hecho que ellos se dejaron vencer por los bienes terrenales a los cuales en vida dieron la máxima prioridad: en el Infierno por lo tanto ellos son obligados a la inútil ronda empujando eternamente materia inerte, símbolo de la inutilidad de sus acciones.
Dante pregunta a Virgilio si puede reconocer a alguno entre estos pecadores (como ya hizo en los círculos anteriores) pero su maestro le responde como eso es imposible, ya que estos espíritus son tan oscuros como contrapaso de su vida deforme.

### La Fortuna - vv. 67-99
Una cita de parte de Virgilio sobre la fugacidad ("la corta buffa", literalmente la breve ráfaga) de los bienes naturales que están ligados a la fortuna por los cuales la humanidad se pelea, introduce justamente el tema del destino. Dante pide quien o qué cosa sea esta entidad que tiene en mano a los bienes del mundo, y Virgilio explica que es una Entidad que asocia el destino a las otras entidades celestes que mueven los cielos: Ella tiene el deber de mover los bienes terrenales y Su Juicio está "escondido", inescrutable, como las serpientes ("l'angue", v. 84) que se arrastran escondidas por el césped. Muchos la maldicen, aunque deberían agradecerle, pero Ella es una Criatura bendita y no escucha estas maldiciones: está con las otras criaturas celestes, gira su leve esfera y goza dichosamente de su condición.
Este pasaje es un primer ejemplo de poesía de carácter didáctico y doctrinal, que será más frecuente en los cantos siguientes.
Antes de continuar el camino Virgilio hace notar como las estrellas están poniéndose respecto a cuando partieron de la "selva oscura", por lo tanto es medianoche.

### El pantano del Estige y los iracundos - vv. 100-130

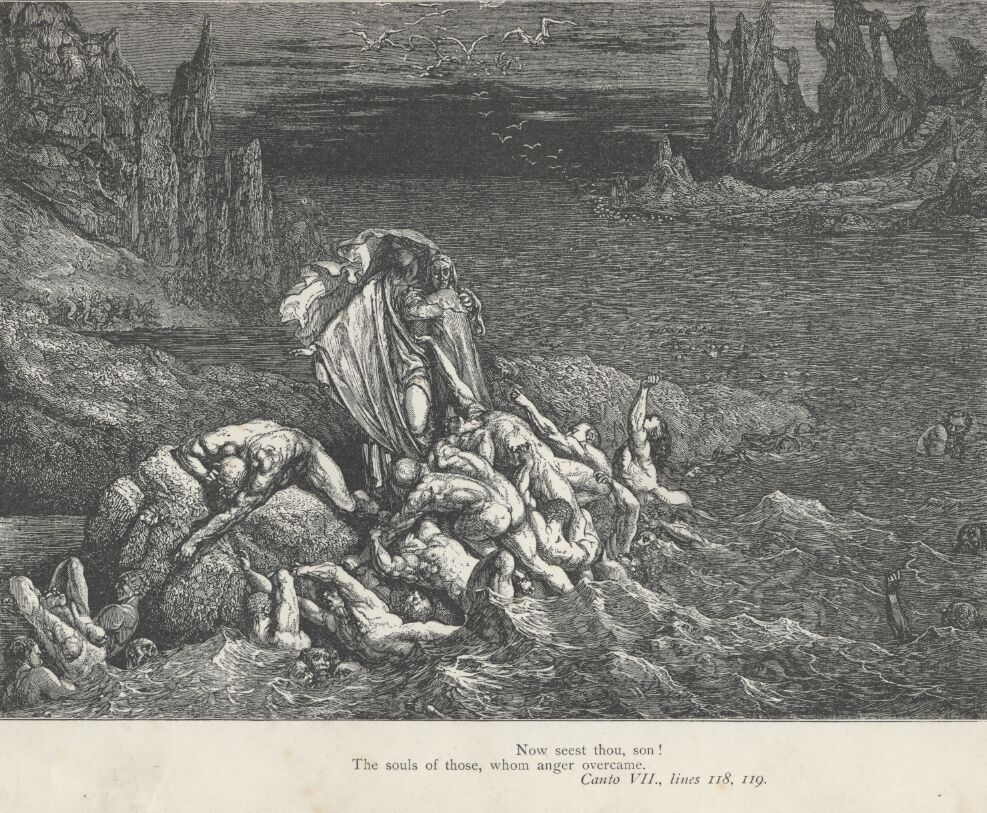
Canto séptimo, los iracundos, ilustración de Paul Gustave Doré

Por primera vez en este canto encontramos una ruptura del esquema grupo-canto, es decir la segmentación poética no corresponde más a esa de los círculos infernales. De hecho se llega de inmediato al próximo círculo, donde los dos poetas encuentran una fuente de la cual fluye agua negra que alimenta al pantano del Estige, río ya citado por Virgilio en la Eneida.
Aquí Dante ve gente desnuda inmersa en el pantano, tomadas por la furia que hace que se peguen entre sí con todo el cuerpo: manos, pies, cabeza y dientes. Virgilio clarifica de inmediato que se trata de "las almas de aquellos a quienes venció la ira". Pero también bajo el agua está lleno de condenados, los perezosos o "iracondi amari", los cuales criaron en su interior la propia rabia y ahora hacen rehervir el pantano con sus tristes pensamientos. La pereza es aquí referida en un sentido teológico y medieval, como tristeza del ánimo.
Algunos críticos sostienen que en el pantano se encuentran también otros pecadores que no encuentran castigo en otro lado, como los soberbios y los envidiosos. Además de que no hay ningún indicio que sostenga esta hipótesis hay que enfatizar como Dante en el Infierno siga la partición de los pecadores sobre la falsarregla de Aristóteles (por lo tanto no según el esquema de los siete vicios capitales a los cuales la soberbia y la envidia pertenecen), mientras que seguirá la disciplina cristiana para estructurar a los pecadores en el Purgatorio.
Caminando, los dos poetas llegan a los pies de una torre, pero en este punto el canto se interrumpe. El octavo canto se abre cuando Dante y Virgilio todavía no están debajo de la torre. Por lo tanto entre el final del VII canto y el inicio del VIII hay una discrepancia cronológica.
Dos son las hipótesis más consideradas: según Boccaccio Dante habría escrito los primeros siete cantos de su obra mientras se encontraba en Florencia antes de ser mandado en exilio; se habría hecho mandar los primeros cantos después de ser exiliado. Otra hipótesis afirma que Dante tenía inicialmente la intención de escribir la Comedia en latín [cita requerida] y efectivamente habría escrito los primeros siete cantos del infierno en latín. Después de ser mandado en exilio habría procedido a la traducción de los cantos y se habría producido ese error en la cronología de los cantos.